# بشير أحمد هليبتو
بشير أحمد هليبتو (توفي في 23 مارس 2021) سياسي باكستاني كان عضوًا في مجلس مقاطعة السند، من مايو 2013 إلى مايو 2018.
تم انتخابه لعضوية مجلس مقاطعة السند كمرشح عن حزب الشعب الباكستاني في الانتخابات العامة الباكستانية 2013.
أعيد انتخابه لعضوية مجلس مقاطعة السند كمرشح لحزب الشعب الباكستاني من الدائرة الانتخابية بادين 1 في الانتخابات العامة الباكستانية 2018.
توفي في 23 مارس 2021.